# Чили на летних Олимпийских играх 1992
Команда Чили принимала участие в Летних Олимпийских играх 1992 года в Барселоне (Испания) в семнадцатый раз за свою историю, но не завоевала ни одной медали.

## Состав сборной
12 чилийских спортсменов: 9 мужчин и 3 женщины — соревновались в 7 видах спорта:
- бокс
- велоспорт
- лёгкая атлетика
- настольный теннис
- парусный спорт
- стрельба
- теннис.

Младшей участницей сборной была 19-летняя София Тепеш, старшим — 34-летний стрелок Альфонсо де Ируаррисага, серебряный призёр прошлой Олимпиады.
Знаменосцем был легкоатлет Герт Вайль.

## Результаты

### Бокс
Рикардо Анибал Аранеда в весовой категории до 75 кг победил уругвайца Луиса Уго Мендеса (RSC-2 02:20), затем проиграл бой южнокорейцу Ли Сынбэ (12:8) и не вышел в четвертьфинал.

### Настольный теннис
Женщины. Одиночный разряд
София Тепеш